# Pepper Rabbit
Pepper Rabbit est un groupe de rock indépendant américain, originaire de La Nouvelle-Orléans, en Louisiane. Il est composé des multi-instrumentistes  Xander Singh (voix, guitare, clavier, ukulélé, etc.) et Luc Laurent (batterie, trompette, cor d'harmonie, etc.). Leur style musical est une pop orchestrale savamment arrangée avec de grandes envolées mélodieuses et des harmonies qui sonnent comme un hymne qui s'intègre dans le indie pop et la pop psychédélique.

## Biographie
Pepper Rabbit est formé au printemps 2008 à La Nouvelle-Orléans, en Louisiane, lorsque Xander Singh, le compositeur principal du groupe, enregistrait à La Nouvelle-Orléans ce qui devait être à l'origine un album solo. Invitant son ami Luc Laurent pour jouer de la batterie, ils ont constaté rapidement que Luc était beaucoup plus qu'un simple batteur, c'est alors qu'ils ont décidé de former Pepper Rabbit. Après un spectacle dans un pub de La Nouvelle-Orléans et une prestation au Club Balattou de Montréal dans le cadre du festival de musique Pop Montreal en octobre 2008 où ils ont reçu une réaction positive et encourageante, les deux membres du groupe se sont déplacés par la suite à Los Angeles afin de poursuivre leur carrière.
Depuis lors, Pepper Rabbit accompagne en tournée Passion Pit, Freelance Whales, Ra Ra Riot, Givers, Braids, participé au South by Southwest (2011), Sasquatch! Music Festival (2011), Northside Festival (2011), Ottawa Folk Festival (2011) et lancer deux albums studio, soit Beauregard et Red Velvet Snow Ball, qui ont reçu un accueil positif dans le milieu de la musique indépendante américaine.
Le 30 décembre 2011, Xander Singh annonce la dissolution à Los Angeles, en Californie, de Pepper Rabbit sur la page Facebook du groupe,.

## Discographie
- 2009 : Shakes EP
- 2009 : Clicks EP
- 2010 : Beauregard (Kanine Records)
- 2011 : Rose Mary Stretch EP (Kanine Records)
- 2011 : Red Velvet Snow Ball (Kanine Records)